# Kreatin
Kreatin je supstanca koju prirodno proizvodi ljudsko telo kao izvor energije za mišiće. Do sinteze dolazi i sintetiše se u jetri, ali i u pankreasu i bubrezima. Kreatin se formira u telu od aminokiselina arginin, metionin i glicin i sadrži hemijsku energiju - ATP. Organizam prosečne osobe proizvede dnevno oko 2 g kreatina.
Kreatin pospešuje obnovu ATP-a koji se koristi prilikom rada mišića, te se njegovom suplementacijom ostvarujete i „produženi rad“ tj. veća snagu i bolja izdržljivost. Kreatin se unosi i putem ishrane i najviše ga ima u crvenom mesu i ribi. Uneti kreatin se 98% deponuje u mišićima, dok se preostali deo deponuje u mozgu, srcu i drugim organima, a višak kreatina se izluči preko bubrega u obliku kreatinina.
U rastvoru, kreatin je u equilibrijumu sa kreatininom.
 Prema istraživanju naučnika sa klinike Mej prevelika količina kreatina u organizmu može da dovede i do brojnih neželjenih dejstava. Do toga može doći kada, zbog nekog hroničnog oboljenja, čovek proizvede previše kreatina. Međutim, u najčešćem broju slučaja do neželjenih dejstava dolazi kad sportisti i bodibilderi koriste kreatinin kao suplement (korišćeni suplement može biti u bilo kom obliku). Zato se pre korišćenja suplemenata koje sadrže kreatin mora obaviti sportski pregled, ultrazvuk srca, pregled funkcije bubrega i sva ostala ispitivanja koja stručna lica zatraže. Nikako se ne sme koristiti bilo koji oblik suplementa kreatina bez stručne provere zdravstvenog stanja i saglasnosti stručnog lica jer su takvi slučajevi najčešći. Takođe se obavezno morate pridržavati tačno određenih količina koja su vam stručna lica preporučila. Najčešće neželjene posledice do kojih može doći pri neopreznom korišćenju suplemenata kreatina su: srčane bolesti (poput povećanja srčanih zalizaka, ubrzanog lupanja srca, srčanih aritmija), kamen u bubregu, dehidratacija i potreba za velikim količinama vode, slabljenje mokraćne bešike i smanjena funkcija jetre. Po statistici dugogodišnji korisnici suplemenata kreatina imaju slabiji orgazam i slabije razvijeniji seksualni život.

## Spoljašnje veze
- [http://www.ebi.ac.uk/pdbe-srv/PDBeXplore/ligand/?ligand=CRN
- [http://www.quackwatch.org/01QuackeryRelatedTopics/DSH/creatine.html
- [http://news.bbc.co.uk/2/hi/health/3145223.stm